# 구족계
구족계(具足戒)는 불교에서 쓰는 말로, 출가한 사람이 정식 승려가 될 때 받는 계율을 말한다. 비구와 비구니가 지켜야 할 계율이며, 비구에게는 250계, 비구니에게는 348계가 있다.
불교에서 출가하는 것은 사미계(沙彌戒)를 받았다는 뜻이며, 구족계를 받게 되면 정식 승려가 된다.

## 용어
구계(具戒)ㆍ대계(大戒)ㆍ비구계(比丘戒)ㆍ비구니계(比丘尼戒)로도 불린다. 비구가 지켜야 할 구족계를 특별히 이백오십계[二百五十戒], 비구니가 지켜야 하는 온갖 계율은 삼백사십팔계의 구족계를 가짓수가 많다는 뜻에서 오백계(五百戒)라고도 부른다.

## 의식
1. 머리와 수염을 깎게 한다.
2. 가사를 입힌다.
3. 한쪽 어깨에 상의를 걸치게 한다.
4. 비구들의 발에 절하게 한다.
5. 무릎을 꿇게 한다.
6. 합장을 하게 한다.
7. 삼귀의를 시킨다.

마지막 삼귀의(三歸依)를 시키는 법은 “저는 세존께 귀의합니다. 저는 교법에 귀의합니다. 스님들께 귀의합니다.”는 것을 세 번 하므로 인해 구족계를 받는 것이 인정된다고 하였다.
삼귀의 만을 구족계를 주는 것은 본인의 의사와 관계없이 승려가 되는 수가 있고, 승려가 된 사람의 인성과 인격 등 자질에 문제가 생겼다. 이후 승가의 심사를 거쳐 구족계를 줄 수 있게 한 것으로 백사갈마(白四羯磨)에 의한 구족계 의식이 등장했다.
백사갈마의 백(白)은 의제(議題)를 말하는 것으로, 이 의제를 한 번 외운 다음 세 번 반복해서 찬부를 물어서 침묵을 지키면 통과되는 방법이다.
1. 구족계를 받고자 하는 사람은 승가에 나아가 비구들의 발에 절하고, 무릎을 꿇은 다음 합장하고 구족계를 청한다.
2. 유능하고 총명한 비구가 앞으로 나와 구족계를 받기를 원하는 사실을 승단에 알린다.
3. 구족계를 주는 것에 허락하는 구성원은 침묵하고, 허락하지 않는 사람은 말하시오라고 말한다.(세번에 걸쳐 찬부를 묻는다)
4. 전원이 침묵하면 의사가 승인되는 것으로 구족계를 주었다고 선포하고 백사갈마를 마친다.

사분율과 파리율에 따르면 백사갈마 제도는 대중의 인가를 받아 구족계를 주게 한 것으로, 보통 수계 제자가 열 사람이 차면 실시하도록 했다. 변방에서는 최소 다섯 명으로도 될 수 있도록 하였다고 한다.
입회증인은 전계아사리(傳戒阿闍梨), 갈마아사리(羯磨闍阿闍梨), 교수아사리(敎授阿闍梨) 등 삼사(三師)와 칠증(七證)이라 부르는 일곱 명의 증사(證師)를 합쳐 열 명으로 하고 있다.

## 수계자
수계자(受戒者)란 출가하여 구족계를 받을 사람으로, 사분율과 달리 피리율에서는 출가자를 사미, 사미니, 식차마나, 비구, 비구니 등 출가 5승(衆)을 합해서 말한다. 구족계를 받을 사람은 승단에 들어와 엄격한 규율아래 꾸준한 정진을 해야 하고, 존경의 대상이 되어야 하므로 20세가 넘어야 하고 육체적 결함이 없어야 하는 등 엄격한 심사를 거치게 했다.

## 비구니
비구니 구족계 제도는 2년 동안 계를 익히고 6법을 배워야 하는 팔경법(八敬法)에 의한 수계의식으로 비구의 구족계 보다 여러 단계를 거치게 되어있고, 이는 비구니 승가 스스로 구족계를 수여하지 못하고 비구 승가에 의해서만 구족계를 받을 수 있기 때문이며, 또 여인은 남자와 생리적인 구조가 다르기 때문이라고 한다.
비구니는 법랍 12세가 되면 화상의 자격을 갖추고 제자를 둘 수 있는데, 구족계를 주고자 할 때는 백이갈마(白二羯磨)에 의해 비구니상가의 허가를 받아야 한다. 제자를 두었다면 2년간은 다른 제자를 두지 않고 교계(敎誡)를 하도록 바일제법에 규정되어 있다.

## 사미계
출가자는 한 스승을 받들면서 구도의 세계로 들어가게 되는데, 그 첫 번째 단계가 복응(服膺),시봉(侍奉),건병(巾缾) 등으로 일컬어지는 사미계(沙彌戒)를 받는 것이다. 대개 태어난 지역의 이름 있는 승려에게 찾아가서 간단한 면접시험과 유사한 과정을 거쳐 스승에게 받아들여지게 된다. 출가와 동시에 스승에 의해 선택되어 사제관계를 맺게 되는 것으로, 이제부터 자득(自得)하기 위한 깨달음의 길로 들어서게 되는 것이다. 스승을 곁에서 받든 지 수년이 흘러 구도(求道)에 대한 확신과 굳은 의지가 생겨나 확고해지면 구족계(具足戒)를 받는다.

## 전법불자
구족계를 받은 후 본격적인 깨달음의 길이 시작되고, 더 큰 스승을 찾아 나서게 되는데 새로운 스승을 찾아뵙고 인가[심인(心印)]의 과정을 받아 전법제자가 되는데, 스승은 찾아온 제자의 근기(根機)[법기(法器)]를 보고 판단한다. 근기는 누대에 걸친 수행이 현생에서 발현된 것으로써 종교적인 능력을 포함한 사람마다 각기 다른 타고난 품성을 말한다.

## 수행과정
출가와 구도, 해탈의 과정은 누대(累代)에 걸쳐 쌓은 수행이 발원되어 이루어지는 것으로써, 강설(講說,[강경(講經)]), 참선(參禪)지도, 토론(討論), 문답(問答)의 방법을 통해 이루어졌으며,승려 개인에게는 일생에 걸친 깨달음의 길이었고,깨달음을 얻은 후로는 제자를 택하여 깨달음을 전수하는 과정이기도 하였다.

## 한국
고려시대는 불교가 크게 흥성한 시기로, 출가와 환속이 비교적 자유로워 신분을 초월하여 득도에 뜻을 둔 많은 사람들이 출가하였다. 극소수는 국사(왕사)가 되어 활동하여 입적 후 왕명에 따라 비를 남기고 깨달음을 얻은 부처로 추앙받고 있다.
출가 시기는 15세 이전이 절반 정도로, 평균 나이는 11.8세이다.
고려시대 고승의 비문 분석을 통해 확인된 출가 동기는, 태어날 때 부모가 꾸는 꿈인 태몽이나 부모의 발원 등의 영향이 70%로, 부모의 영향으로 출가가 이루어진 경우가 많다.
대체로 고려의 고승이 구족계를 받는 나이는 10세 ~ 20세에 70퍼센트가 집중되어 있어 평균나이는 15.9세였다.
사미계를 받고 구족계를 받는 데 걸리는 기간은 짧게는 반년, 길게는 12년으로 개인 차이가 크게 나타나고 있다. 이는 신분이 높을수록 기간이 짧아지며, 고려 중기 무신집권 시기에 사회가 혼란한 시기에 승려의 출가와 환속이 빈번해지면서 사미계와 함께 구족계를 주는 풍조가 만연하는 등 시대적 상황이 작용하였다.

## 같이 보기
- 출가
- 귀의